# Maybe
Maybe – drugi singel pochodzący z albumu My Own Way, brytyjskiego wokalisty Jaya Seana. Oficjalnie wydano piosenkę 21 kwietnia 2008 roku, lecz notowana już była dwa tygodnie przez premierą.

## Teledysk
22 lutego 2008 roku teledysk był dostępny w serwisie YouTube. 7 marca 2008 roku miał też premierę na muzycznym kanale The Box.

## Track listy
| #                          | Tytuł                                     | Czas |
| -------------------------- | ----------------------------------------- | ---- |
| CD1: Island / 1748515 (UK) |                                           |      |
| 1.                         | "Maybe" [Radio Edit]                      | 4:01 |
| 2.                         | "Ghetto Bruv!"                            | 3:21 |
| CD2: Island / 1748657 (UK) |                                           |      |
| 1.                         | "Maybe" [Video Version]                   | 3:32 |
| 2.                         | "Maybe" [J-Remy & Bobby Bass Remix Remix] | 4:48 |
| 3.                         | "Maybe" [Agent X Remix]                   | 5:51 |
| 4.                         | "Maybe" [Panjabi Hit Squad Remix]         | 3:26 |
| 5.                         | "Maybe" [Guy Robin Edit]                  | 3:26 |
| 6.                         | "I Won’t Tell" [Album version]            | 4:48 |
| 7.                         | "Stuck in the Middle" [Album version]     | 5:51 |
| 8.                         | "Waiting" [Album version]                 | 3:26 |
| 9.                         | "Stay" [Album version]                    | 3:26 |

## Notowania
| Notowanie (2008)               | Najwyższa pozycja |
| ------------------------------ | ----------------- |
| Wielka Brytania Download       | 10                |
| Wielka Brytania                | 11                |
| Polska                         | 45                |
| Portugalia                     | 22                |
| Turcja                         | 21                |
| Billboard Euro Hot 100 Singles | 65                |
| Japonia                        | 7                 |